# Huntingdon Life Sciences
Huntingdon Life Sciences (HLS) è un istituto privato che pratica sperimentazione animale su contratto, per conto di varie aziende farmaceutiche, cosmetiche ecc. Fondata nel 1952 in Inghilterra, l'azienda ora ha strutture in Huntingdon, Cambridgeshire and Eye e Suffolk nel Regno Unito, in New Jersey negli Stati Uniti, e in Giappone.
HLS è la più grande istituzione commerciale di questo tipo in Europa, con 1700 dipendenti. Conduce test su circa 75.000 animali ogni anno - tra cui topi, conigli, maiali, cani, primati - per la sperimentazione di prodotti farmaceutici, prodotti chimici agricoli, prodotti chimici industriali, prodotti alimentari e per conto di clienti privati in tutto il mondo.
Huntingdon è stata sottoposta ad intense pressioni finanziarie a partire dal 1999, quando un gruppo inglese di attivisti per i diritti degli animali ha istituito Stop Huntingdon Animal Cruelty (SHAC), una campagna internazionale atta a chiudere l'azienda.
La campagna è iniziata dopo che il film girato di nascosto all'interno di Huntingdon, e andato in onda alla televisione britannica, ha mostrato il personale di HLS che picchiava ridendo gli animali affidati alle loro cure.  Da allora l'azienda ha subito una grave crisi finanziaria e molti dei suoi dipendenti e clienti sono stati oggetto di azione diretta, talvolta illegale e anche violenta.
Dati finanziari resi noti dalla società nel 2007 segnalano un aumento del 5 per cento dei profitti lordi, 50 milioni di dollari, su un fatturato di 190 milioni di dollari, il che ha spinto il direttore generale Brian Cass ad invocare il settore dei servizi finanziari perché smetteressero di trattare Huntingdon come se fosse "radioattiva".

## Storia
Inizialmente l'azienda si concentrò sulla nutrizione, e sulla ricerca veterinaria e biochimica.
Una espansione dei servizi alla fine del 1950 ha portato alla sperimentazione di prodotti farmaceutici, fitofarmaci, additivi alimentari e una vasta gamma di prodotti chimici industriali e commerciali.
Tutto questo ha spinto la società verso l'attuale tendenza a diventare un fornitore leader di test tossicologici. L'amministratore delegato di HLS, Brian Cass, è stato insignito del CBE nel 2002 per i servizi per la ricerca medica e nel maggio 2003, la società è stata accreditata dall'Associazione per la valutazione e il riconoscimento della cura di animali da laboratorio (AAALAC).

## Aspetti controversi
Huntingdon è criticata da gruppi di attivisti per i diritti e il benessere degli animali a causa di documentati casi di abuso degli animali (maltrattamenti), e per la vasta gamma di sostanze testate sugli animali stessi, in particolare per i prodotti non medici. A partire dagli anni '80 nei laboratori della società si sono più volte infiltrati attivisti per i diritti degli animali sotto copertura.
Nel 1997, filmati girati di nascosto all'interno di HLS nel Regno Unito da (PETA) hanno dimostrato gravi violazioni delle leggi sulla protezione degli animali, tra cui un cucciolo di beagle tenuto per la collottola e ripetutamente preso a pugni sul muso, e animali scherniti dagli operatori HLS. La successiva inchiesta ha portato, nel mese di aprile 1997, alla revoca della licenza della società per sei mesi.
In quel momento, le azioni della società erano pari a 1,13 sterline: entro tre anni valevano 2,5 pence.
Funzionari Huntingdon dissero che le violazioni erano state casi isolati. Il 24 luglio 1997, il ministro britannico George Howarth ha detto al House of Commons: "le carenze in materia di assistenza, cura e trattamento degli animali, e la delega del controllo sanitario a nuovo personale di competenza non accertata, dimostrano che lo stabilimento non è stato adeguatamente dotato di personale e che gli animali non sono stati in ogni momento forniti delle cure adeguate."
I tecnici di laboratorio responsabili furono sospesi da HLS il giorno dopo che il filmato fu trasmesso su Channel 4 (col titolo "It's a Dog's Life").
Tutti e tre furono successivamente licenziati. Due degli uomini visti colpire e scuotere i cani furono giudicati colpevoli ai sensi della legge Animals Act del 1911 per aver "crudelmente terrorizzato i cani."
È stata la prima volta che, nel Regno Unito, dei tecnici di laboratorio sono stati processati per crudeltà verso gli animali. HLS ha ammesso che il comportamento dei tecnici è stato deplorevole, e un nuovo team di gestione è stato introdotto l'anno successivo, il che secondo The Daily Telegraph "ha introdotto una maggiore apertura e nuovi metodi di formazione".
Da allora, i laboratori della società sono stati accusati da sostenitori dei diritti degli animali di reati simili negli Stati Uniti.
Nel 1998, un'investigatrice in incognito per PETA ha utilizzato una telecamera nascosta nei suoi occhiali per fare 50 ore di videotape nei laboratori di HLS a Princeton, New Jersey. Ha anche registrato quattro audio-cassette da 90 minuti, fotocopiato 8.000 documenti della società, e fatto una copia dell'elenco delle aziende clienti.
Alcuni dei film girati hanno mostrato una scimmia che veniva sezionata mentre era ancora viva e, secondo la PETA, cosciente.
Il presidente di HLS in New Jersey, Alan Staple, disse che la scimmia era viva, ma sedata durante la dissezione.
Anche se secondo l'ufficio di Tony Blair mentre era primo ministro, egli era un sostenitore di HLS - un portavoce lo ha definito "molto pro-scienza in relazione a questo" - il medico HLS Brian Cass si è riferito a Blair come un "bastardo" e ha sostenuto che se la loro ricerca veniva fermata in Gran Bretagna, poteva essere spostata altrove, in un paese con una meno rigorosa legislazione di tutela degli animali, e con una perdita di posti di lavoro britannici.
Più tardi, Cass attribuirà a Blair e Lord Sainsbury la decisione di affrontare il problema dell'estremismo nella questione dei diritti degli animali in Gran Bretagna.

## Proteste e intimidazioni
La campagna Stop Huntingdon Animal Cruelty, (SHAC) ha la sua base nel Regno Unito e Stati Uniti, e mira a chiudere l'azienda. Secondo il suo sito web, i metodi della campagna sono limitati a un' "azione diretta non-violenta", al lobbying, e a dimostrazioni o manifestazioni.
Esso si rivolge non solo ad HLS, ma a qualsiasi azienda, ente o persona che fa affari con il laboratorio, come clienti, fornitori, o addirittura addetti allo smaltimento e ai servizi di pulizia.
Come risultato, HLS è stata costretta a creare un suo sistema di consegne, sicurezza, catering, servizi di lavanderia e di fornitori, perché ogni azienda esterna ha rifiutato di fare affari con essa.
Nonostante abbia dichiarato la sua posizione non-violenta, SHAC è stata accusata di incoraggiare incendi e l'aggressione violenta.
Un direttore di HLS è stato aggredito davanti alla sua bambina.

Al direttore del managing Brian Cass è stata inviata una trappola per topi con lame di rasoio, e nel febbraio 2001 è stato attaccato da tre uomini armati di manici di piccone e gas CS. Un altro uomo d'affari legato a HLS è stato attaccato e ridotto in stato d'incoscienza da assalitori che avevano dato alle fiamme il suo fienile. Attivisti sia di SHAC che di Animal Liberation Front hanno messo in atto molestie e intimidazioni, tra cui finte minacce di attentati dinamitardi e minacce di morte. The Daily Mail cita come esempio l'invio di 500 lettere ai vicini di un dirigente d'azienda in affari con HLS, contenenti l'affermazione non supportata che l'uomo fosse un pedofilo, così che la polizia fu costretta ad informare tutte le 500 famiglie che le accuse erano false. Nel 2008 sette dei membri di alto livello SHAC sono stati descritti dalla procura come "alcune delle figure chiave del Fronte di Liberazione Animale" e dichiarati colpevoli di cospirazione per ricattare HLS. 

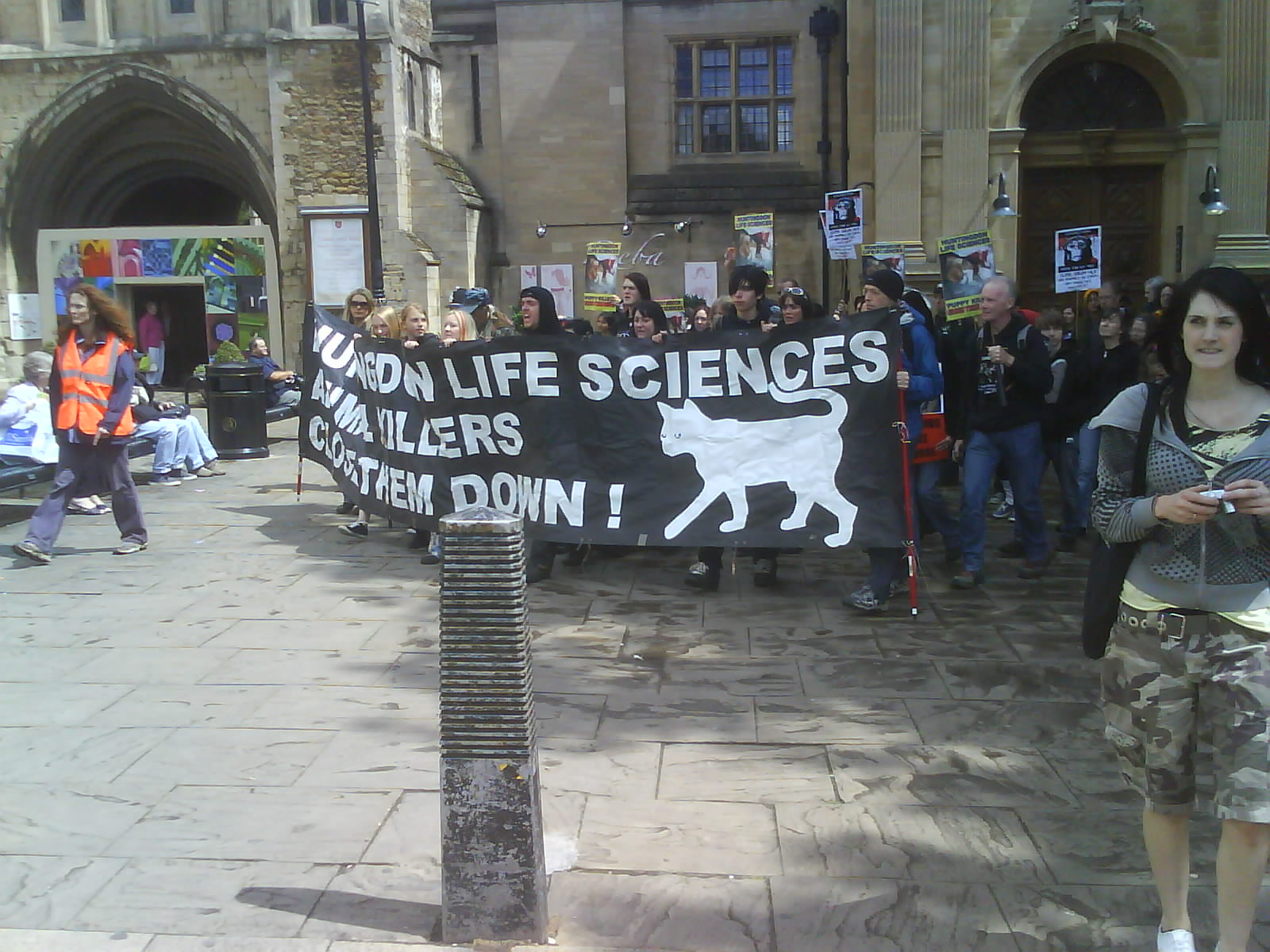
Una protesta SHAC a Peterborough per chiudere la HLS, luglio 2008

## Effetto della campagna
La campagna contro HLS, al suo apice, ha portato l'azienda sull'orlo del collasso. Nel 2000, SHAC ha ottenuto un elenco degli azionisti di HLS, compresi i nomi dei beneficiari: persone fisiche e le società anonime che hanno acquistato quote di partecipazione in nome di un terzo. Tra queste, i fondi pensione del Labour Party britannico, la Rover automobili, e il Borgo londinese di Camden.
L'elenco fu passato al Sunday Telegraph, e molti proprietari si disfarono delle proprie azioni, compreso il Partito Laburista.
Due settimane più tardi, una quota di capitale di 32 milioni di azioni fu immessa sul London Stock Exchange per un penny ciascuno e le quotazioni di HLS crollarono.
La Royal Bank of Scotland chiuse il conto bancario di HLS, e offrì un prestito di 11.6 milioni di sterline in cambio di un pagamento di solo 1 sterlina, al fine di prendere le distanze dalla società.
Il governo britannico fece sì che la statale Banca d'Inghilterra aprisse loro un conto, perché nessun'altra banca avrebbe fatto affari con loro.
La British Banking Association dichiarò: "Huntingdon Life Sciences si trova in una situazione da incubo".
Il prezzo azionario della società, del valore di circa 300 sterline nel 1990 scese a 1,75 sterline nel gennaio 2001, stabilizzandosi a 3 pence da metà del 2001. Il 21 dicembre, 2000, HLS fu eliminata dalla Borsa di New York a causa del suo crollo azionario: la sua capitalizzazione di mercato era scesa al di sotto dei limiti NYSE e il NYSE non ne accettava il piano finanziario revisionato.
Il 29 marzo 2001, Huntingdon perse entrambi i suoi market maker e il suo posto sulla piattaforma principale del London Stock Exchange.
Più tardi HLS decise di spostare il suo centro finanziario negli Stati Uniti per approfittare di più rigorose leggi statunitensi in materia di titoli, che consentono un maggiore anonimato per gli azionisti.
Si stabilì in Maryland come Life Sciences Research Inc. e fu salvato dalla bancarotta quando il suo principale azionista, American Investment Bank Stephens Inc, fece alla società un prestito di 15 milioni di dollari.
Il 7 settembre 2005, la Borsa di New York chiese a Life Sciences Research/HLS di ritardare la messa in vendita delle azioni; la società era quotata al Junior OTC Bulletin Board sin dalla sua uscita dal Regno Unito.
Il NYSE non diede alcuna spiegazione per il ritardo, ma The Guardian riportò che "era stato dopo che gli estremisti per i diritti degli animali avevano intensificato la loro attività negli Stati Uniti" e il 4 febbraio 2006 la compagnia perse il suo unico market maker Legacy Trading.
Come risultato, non poté più commerciare nel OTC Bulletin Board.
Da dicembre 2006, Life Sciences Research è quotata alla borsa NYSE Arca Electronic Exchange.
Dal 2006, riferisce The Daily Telegraph, il governo britannico ha deciso di affrontare "il problema dell'estremismo nella questione dei diritti degli animali".
Il 1º maggio 2007, una campagna di polizia denominata Operazione Achille è stata organizzata contro SHAC: una serie di raid hanno coinvolto 700 agenti di polizia in Inghilterra, ad Amsterdam e in Belgio. In totale 32 persone collegate al gruppo sono state arrestate, e sette esponenti di SHAC, compreso Greg Avery, sono stati trovati colpevoli di ricatto. La polizia stima che a seguito dell'operazione "fino a tre quarti degli attivisti più violenti sono stati incarcerati". Der Spiegel scrive che il numero di attacchi contro HLS e le sue attività è diminuito drasticamente, ma "il movimento non è affatto morto." Nel settembre del 2007, Cass ha detto che la situazione finanziaria della società si è stabilizzata e che essa era "in affari come al solito". Nel 2009 Andrew Baker, presidente e amministratore delegato della società madre di HLS, ha descritto HLS come "solida e redditizia" e ha annunciato che la società intende ricostituire il suo quartier generale in Gran Bretagna in attesa di aver presto "normali servizi bancari" in loco.